# Điền Xá, Nam Trực
Điền Xá là xã cũ thuộc huyện Nam Trực, tỉnh Nam Định, Việt Nam.

## Lịch sử hình thành
Xã Điền Xá được hình thành trên một phần đất cũ của hai tổng Bách Tính của huyện Thượng Nguyên và tổng Đỗ Xá của huyện Nam Chân (Sau đổi huyện Nam Chân thành huyên Nam Trực). Sau cách mạng tháng 8 năm 1945 hàng loạt các xã mới được thành lập trên cơ sở sáp nhập các làng - xã cũ. Các xã Lã Điền, Trừng Uyên, Phú Hào, Vị Khê của tổng Bách Tính, huyện Thượng Nguyên lập thành xã mới lấy tên là Mỹ Điền thuộc huyện Mỹ Lộc. Các xã Đỗ Xá, Đồng Lư, Cao Lộng của tổng Đỗ Xá, huyện Nam Trực lập thành xã mới lấy tên là Tân Xá thuộc huyện Nam Trực.
Ngày 15 tháng 10 năm 1952 Thủ tướng Chính phủ ra Nghị định số 224 -TTg đổi tên 15 xã trong huyện: Đổi xã Tân Xá thành xã Nam Tân.
Chia tách xã Nam Tân thành 2 xã Nam Tân và xã Nam Xá. Xã Nam Tân gồm các thôn: Đồng Lư và Cao Lộng. Xã Nam Xá gồm thôn Đỗ Xá.
Năm 1953 cắt xã Mỹ Điền sang huyện Nam Trực và đổi tên xã Mỹ Điền thành xã Nam Điền.
Sau cách mạng tháng 8 năm 1945 hình thành một số thôn mới như Thượng, Trung, Hạ.
Ngày 27/03/1978 hợp nhất hai xã Nam Điền và Nam Xá thành xã Điền Xá.

## Địa giới hành chính
- Phía bắc giáp các xã Bách Thuận, Tân Lập huyện Vũ Thư tỉnh Thái Bình với ranh giới tự nhiên là sông Hồng.
- Phía đông giáp xã Nam Thắng và Tân Thịnh.
- Phía nam giáp xã Tân Thịnh và Hồng Quang.
- Phía tây giáp xã Hồng Quang và Nam Mỹ.
- Phía Tây Bắc giáp xã Nam Phong của thành phố Nam Định[4]

## Hành chính
Xã Điền Xá gồm 8 thôn của hai xã cũ là Nam Điền và Nam Xá gồm: Lã Điền, Trừng Uyên, Phú Hào, Vị Khê, Đỗ Xá, Thượng, Trung, Hạ.

## Giao thông
Xã có quốc lộ 21 chạy qua.

## Di tích
Chùa Vị Khê ở xã Điền Xá là nơi thờ phật và đại sư Nguyễn Minh Không
Đình Phú Hào ở xã Điền Xá, huyện Nam Trực là nơi thờ Quốc đô thành hoàng Trần Lãm, thời 12 sứ quân giúp Đinh Bộ Lĩnh lên ngôi Hoàng đế lập ra nước Đại Cồ Việt với lễ hội được mở vào các năm tý, ngọ, mão, dậu.